# Albert Callewaert
Albert Callewaert (1888-1957) est un architecte belge de la période Art déco qui fut actif à Bruxelles.
Il est principalement connu pour avoir édifié en 1922 la façade Art déco, longue de 101 m, du stade Joseph Marien (stade de la Royale Union Saint-Gilloise),,,.

## Immeubles de style Art déco
- 1922-1926 : Stade Joseph Marien (stade de la Royale Union Saint-Gilloise), chaussée de Bruxelles 221-225 à Forest (classé depuis le 10 février 2010 sous la référence 2322-0037/1)[1],[2] ;
- 1929 : immeuble à appartements, avenue de l'Armée 132-136 à Etterbeek[5] ;
- 1929 : avenue Nestor Plissart 12 à Etterbeek[6] ;
- 1930 : hôtel particulier d'Oscar Bossaert (directeur de la chocolaterie Victoria et bourgmestre de Koekelberg), avenue du Panthéon 1 et avenue de la Liberté 2 à Koekelberg[7] ;
- 1932 : Hôtel Gillion, avenue Besme 109 (face au parc de Forest) ;
- 1937 : immeuble à appartements, avenue Louise 128 à Bruxelles[8] ;

## Immeubles de style éclectique
- 1925 : avenue Géo Bernier 14 à Ixelles[9].